# Muerte de Pernille Lind
Pernille Lind (Galten, 28 de marzo de 1992 - Galten, 22 de junio de 2006) fue una adolescente danesa que falleció en 2006, a los 14 años. La policía clasificó la causa de la muerte como suicidio, mientras que la familia lleva varios años intentando averiguar si hubo algún delito involucrado. El caso ha sido objeto de cobertura mediática y de consideración en el Comité de Asuntos Jurídicos del parlamento danés. Sobre el caso se llegó a escribir el libro Mysteriet om Pernille, de la autora Ellen Stampe.

## Biografía
Pernille nació el 28 de marzo de 1992. Su madre, Annelise, trabajaba a tiempo parcial como empleada doméstica y tenía un hijo adulto, John, de un matrimonio anterior. Con el padre de Pernille, Henning, que trabajaba en una empresa de camiones, Annelise tuvo a Henrik, de seis años, cuando nació Pernille.
La familia vivía en una casa adosada en Gyvelparken en Galten, al oeste de Aarhus. y Pernille estaban en octavo grado en la escuela Herskind.

## Hechos
El día anterior a la víspera de San Juan de 2006, Pernille tenía vacaciones de verano. Se levantó a las 10 de la mañana y por la tarde su madre la llevó en coche a la pizzería Marcello's, donde Pernille trabajaba con su amiga «Nanna». Esperaban que Pernille saliera del trabajo a las 21:30 y se encerrara en casa, porque sus padres habían ido a visitar a unos amigos a Stjær, a 15 minutos en coche. Como la pizzería no estaba muy concurrida, enviaron a Pernille a casa sobre las 19 horas. A esa hora Pernille llamó a su madre para preguntarle si ya se habían ido y si podían recogerla, pero para entonces sus padres ya estaban en Stjær. Pernille caminó un kilómetro hasta su casa. A las 19.01, Pernille empezó a enviar mensajes de texto a su amiga Malene, y a las 19.12 envió el último mensaje. Pernille preguntó si iban a quedar, pero no se concretó. De camino, se encontró con su amiga "Naja", y Pernille le dijo que tenía que quedar con alguien.
En casa, Pernille encendió el ordenador sobre las 19:30 y chateó por Messenger con su amigo explorador "Ulrik". «Ulrik» la invitó a Bytoften, donde había jazz. Pernille declinó la invitación. A las 19:46 llegó un buzón de mensajes de «Mike». Cuando los padres volvieron a casa sobre las 23:30, estaba oscuro en el adosado. Encontraron a Pernille colgada con una sábana en la barandilla del primer piso. El padre subió corriendo las escaleras y la bajó desatando la sábana.
La policía llegó a las 23:58. Se llevaron el cuerpo de Pernille a las 0:17, y los efectivos estuvieron apenas veinte minutos en el domicilio para investigar la escena antes de que se llevaran el cuerpo; en todo esto, no vieron cómo estaba colgada Pernille. Más tarde, en 2011, en el programa Station 2 de TV 2, el ex inspector Jørn Moos dijo:

Por lo que a mí respecta, está claro de inmediato que se trata de una joven que se ha suicidado. Ni siquiera te planteas si se trata de un delito al que ha estado expuesta. [...] Todo es tan rápido desde que entras hasta que la sacan y la llevan en ambulancia. Se tarda unos 20 minutos. Creo que es catastrófico.

La víspera de San Juan, un agente de policía entrevistó a «Nanna», y escribió en el informe:

Pernille llevaba mucho tiempo deprimida y había pensado en suicidarse. El entrevistado explicó que la fallecida siempre había mantenido una fachada frente a todo el mundo, excepto el entrevistado. El entrevistado sabía que la fallecida había pensado en el suicidio durante mucho tiempo. El entrevistado explicó que la fallecida había prometido al entrevistador hacía aproximadamente un mes que no cumpliría la amenaza de suicidio.

Esta entrevista, junto con la que se hizo a la otra amiga, Malene, se utilizaron para apoyar la teoría de que se trataba de un suicidio. No obstante, los detectives encontraron anodino el medio utilizado para suicidarse, pues el caso de chicas jóvenes que se suicidan mediante el ahogamiento es relativamente bajo.

## Hechos posteriores
Tras la autopsia, la policía cerró el caso como suicidio. La autopsia fue realizada en el Instituto de Medicina Legal por Lisbeth Lund Jensen, que llevaba menos de un año trabajando allí. La familia no estaba satisfecha con la explicación de la policía y se preguntaba varias cosas. En el primer piso había una ventana abierta, cosa que normalmente no ocurría; las huellas en el alféizar parecían indicar que alguien había salido arrastrándose por allí; un líquido marrón había corrido por la estantería; algunos libros de la estantería habían sido volteados, y el perro de la familia se comportaba de forma extraña.
En marzo de 2007, el medio Ekstra Bladet publicó en portada el caso con el titular «Politiet: Selvmord – Forældrene: Nej. Pernille blev kvalt» (traducido como Policía: Suicidio – Padres: No. Pernille fue estrangulada). Después de que TV Østjylland emitiera el caso en 2007, un vecino de la familia llamado Christian Christiansen declaró que había oído gritos de auxilio alrededor de la hora en que murió Pernille.
La periodista Ellen Stampe también empezó a escribir sobre el caso para Nyhedsavisen. En 2008 escribió sobre «Nanna»: El 3 de octubre de 2007, «Nanna» leyó por primera vez el informe elaborado a partir del interrogatorio de la víspera del solsticio de verano y quedó conmocionada, expresando:. Dijo:

En varios lugares dice lo contrario de lo que yo le dije al agente. Si hubiera sabido que mi interrogatorio servía para cerrar el caso, me habría gustado que me lo hubiera leído.

En mayo de 2008, la Comisión de Asuntos Jurídicos del Parlamento danés recibió un informe. Simon Emil Ammitzbøll, portavoz del Partido de la Izquierda Radical, criticó duramente el informe.

## Reanudación de la investigación
La primera edición del libro de Ellen Stampe, Mysteriet om Pernille, se publicó en 2010 y desde entonces se ha reimpreso. Junto con la cobertura del caso por BT, el libro permitió la reapertura del caso en 2011. El caso llegó a la Comisión de Asuntos Jurídicos del Parlamento danés, cuyo presidente, Peter Skaarup, declaró: «La nueva información que ha salido a la luz es tan grave que la Policía de Jutlandia Oriental no puede evitar tomársela en serio». La comisión exigió una explicación al ministro de Justicia, Lars Barfoed, sobre la gestión del caso por parte de la Policía de Jutlandia Oriental. Karina Lorentzen, portavoz del entonces Partido Popular Socialista, llegó a sugerir que el caso se trasladara a otro distrito policial.
El informe de la autopsia fue entregado al patólogo forense estadounidense Howard Adelman, con el fin de que pudiera revisarlo por completo de manera independiente. En sus conclusiones, consideró que la escena del crimen había sido escenificada, criticó el informe de la autopsia y opinó que la escena había sido escenificada para disfrazar un asesinato de suicidio. El profesor Jørn Simonsen, expresidente de la Junta Danesa de Medicina Forense, tampoco creía en el suicidio, e indicaba que había muerto de un paro cardíaco tras una breve presión en el cuello, un fenómeno conocido como síncope vasovagal, y criticó el informe de la autopsia en varios puntos.
A petición de BT, la empresa Ibas reconstruyó los datos borrados del teléfono móvil y el ordenador de Pernille. La información obtenida demostró que Pernille se comunicaba con un joven de 19 años de la zona. Hasta entonces no se le había relacionado con el caso. Pernille también se comunicaba con otro joven de las afueras de Aarhus. Pernille también escribió muchos mensajes de texto a un hombre de 30 años de Copenhague en los días previos a su muerte. Entre los conocidos de Pernille había un joven que había intentado estrangular a una niña de 13 años y presuntamente había llevado a cabo asesinatos sádicos de gatos y un potro.
En febrero de 2011 se reabrió el caso. Los medios de comunicación informaron de que en 2008 la policía había perdido el rastro de una de las pruebas más importantes: la sábana en la que Pernille fue encontrada ahorcada. La habían enviado al Instituto de Medicina Forense de Aarhus, pero allí tampoco la encontraron y la policía asumió que había sido destruida. Tampoco se disponía de información de las compañías de telecomunicaciones sobre los teléfonos móviles activos en la zona en el momento de la muerte de Pernille, ya que esos datos solo se almacenan durante 400 días. En abril de 2011, varias personas cercanas a Pernille entregaron huellas dactilares a la policía después de que esta tuviera conocimiento de unas huellas encontradas en el alféizar de una ventana. En febrero de 2012, Østjyllands Politi, la Policía de Jutlandia Orienta, anunció que la nueva investigación estaba a punto de concluir. No indicaron a qué conclusión habían llegado. No se volvió a saber nada del caso hasta junio de 2013. La policía anunció que, tras dos años de investigación, no había podido encontrar «una sospecha razonable» de que se hubiera cometido un delito.

## Debate
El caso formó parte de un debate más amplio en 2011 sobre la investigación de muertes sospechosas, incluidos los casos cerrados como suicidios. Durante un debate parlamentario, Peter Skaarup, del Partido Popular Danés, se refirió a las cifras de BT, según las cuales solo se realizan autopsias en el 16 % de los casos de suicidio, mientras que las cifras de otros países nórdicos eran del 66 % y casi del 100 %. Fuentes policiales de BT señalaron que, para evitar una investigación costosa y lenta, se ignoraban deliberadamente las circunstancias sospechosas en la investigación. Varios ex policías intervinieron en el debate, entre ellos Kurt Kragh, quien afirmó que no le sorprendería que al menos unas cuantas muertes al año fueran homicidios disfrazados de suicidios.
A principios de 2012, Ellen Stampe utilizó el caso Pernille como ejemplo de lo difícil que puede resultar para los deudos acceder a los documentos en estos casos.